# 久芳村
久芳村（くばむら）は、広島県豊田郡にあった村。おおむね現在の東広島市福富町久芳にあたる。

## 地理
- 河川：東丁田川、谷河内川、押谷川[1]
- 山岳：虚空蔵山[1]

## 歴史
- 1889年（明治22年）4月1日、町村制の施行により、豊田郡久芳村が単独で村制施行し、久芳村が発足[1][2]。
- 1911年（明治44年）家畜市場開設[1]。
- 1955年（昭和30年）7月10日、豊田郡竹仁村と合併し、町制施行し福富町を新設して廃止された[1][2]。

### 地名の由来
「くわ」に桑をあて、大和国桑原漢人に関係するとの説あり。

## 産業
- 農業[1]

## 教育
- 1891年（明治24年）久芳簡易小学校が久芳尋常小学校（現東広島市立久芳小学校）となる[1]。
- 1947年（昭和22年）久芳中学校開校[1]（統合して現東広島市立福富中学校）。